# Thomas Gold Appleton
Thomas Gold Appleton (Boston, 31 de março de 1812 — Nova Iorque, 17 de abril de 1884), filho do comerciante Nathan Appleton, foi um escritor, artista, e patrono das artes plásticas. Henry Wadsworth Longfellow foi seu cunhado depois de se casar com a irmã de Appleton, Frances.

## Biografia
Appleton nasceu em 31 de março de 1812, em Boston, Massachusetts; costumava brincar que quase nasceu no Dia da mentira. Appleton se formou em Harvard College em 1831 e em outubro de 1838 foi admitido para trabalhar como advogado no condado de Suffolk, Massachusetts; montou seu escritório de advocacia na Tremont Row, Boston. Appleton se tornou conhecido por seus chistes, um dos quais, frequentemente citado: "Americanos bons, quando morrem, vão para Paris", é por vezes atribuído a Oliver Wendell Holmes. Appleton e Holmes se encontraram em 1833 a caminho de Paris.
Appleton fez amizade com o poeta e professor Henry Wadsworth Longfellow, durante uma viagem à Europa na década de 1830; os dois se tornaram amigos íntimos. Mais tarde, de volta a Massachusetts, Appleton encorajou Longfellow a cortejar sua irmã Frances Appleton. Na verdade, Frances levou vários anos antes de se convencer casar com Longfellow; até então, Thomas Appleton manteve uma boa amizade com Longfellow. Quando Appleton se preparava para uma viagem à Europa, Frances deu a entender que precisaria de companhia na sua ausência, sugerindo que havia concordado com o casamento. O casamento foi realizado em 1843, na residência de Nathan Appleton.

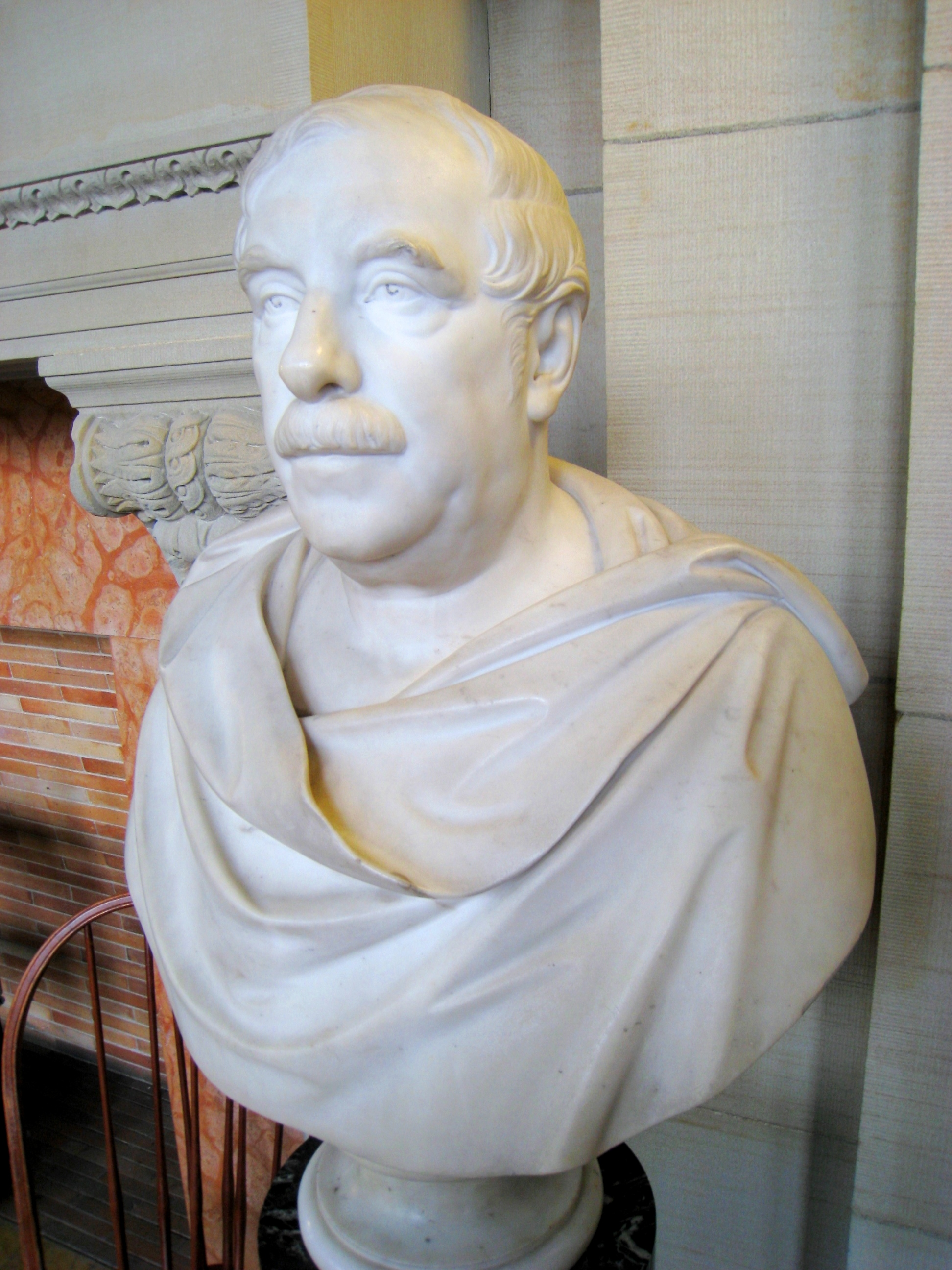
Busto de Thomas Gold Appleton na Biblioteca Pública de Boston

Appleton passou grande parte de sua vida viajando. Escreveu: "mais e mais o mundo precisa, e aprende a valorizar, suas férias". Por exemplo, visitou as Cataratas do Niágara em 1842. Em outras férias, na década de 1840, Appleton conheceu Horace Mann e levou-o para dançar na Champs-Élysées, em Paris. Escreveu a seu cunhado, "Você pode imaginar a cara que fez o líder dos instrutores normais contemplando o cancan?". Também em Paris, Appleton desenvolveu o interesse pelo espiritualismo e o mesmerismo.
Ao tentar uma carreira como artista, Appleton ficou decepcionado com suas perspectivas. Em uma carta a seu pai, em julho de 1844, ele escreveu:

Você sabe tão bem quanto eu, que a minha vida, a vida de um artista (e como só sou eu, vergonha do nome) conta em nada neste país ... Você acha que ... Eu sou tolo o suficiente para me chamar de pintor ou de poeta? A verdade é que eu não tenho qualquer tipo de talento necessário para o sucesso aqui. É uma confissão melancólica, mas é verdade.

Além da arte, Appleton tentou escrever poesias. No inverno de 1842, escreveu uma tragédia em versos brancos. Escrever uma tragédia foi considerado incomum por seus amigos, que conheciam Appleton por seu humor, referindo-se a ele como "T. G. Appleton, o piadista de Boston".

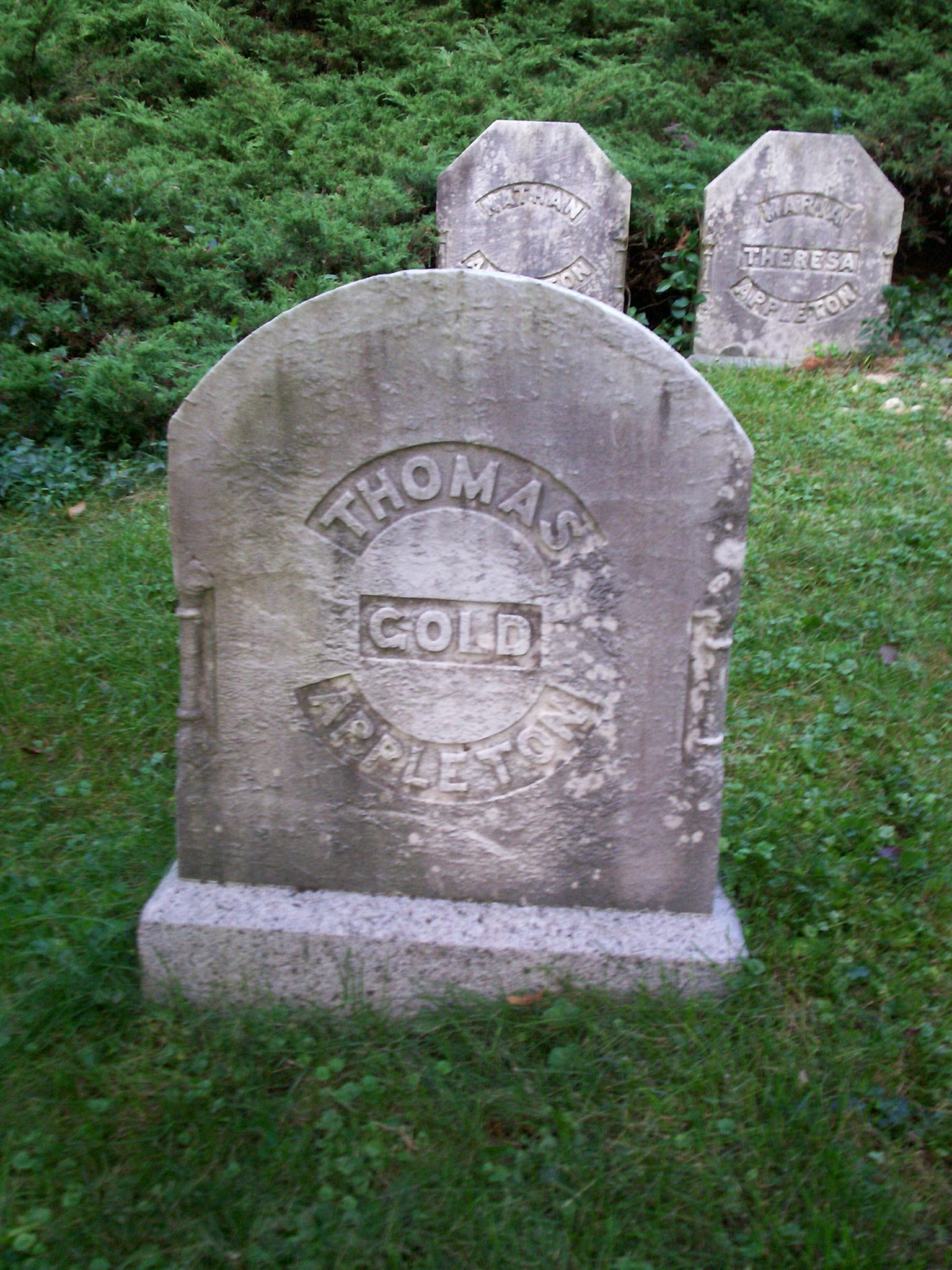
Sepultura de Thomas Gold Appleton em Mount Auburn Cemetery

Em seu retorno aos Estados Unidos, Appleton se tornou membro do conselho de curadores da Biblioteca Pública de Boston, uma posição que ocupou de 1852 a 1856. Comprou uma casa perto da residência dos Longfellows em Cambridge, Massachusetts em 1 de outubro de 1857. Sua irmã Frances a descreveu: "Apesar de pequena, é muito agradável".
Sua irmã morreu em decorrência de um acidente com fogo em julho de 1861; Appleton estava em Nahant, Massachusetts na ocasião e ficou muito afetado com sua morte. Nunca teve filhos, mas ajudou a cuidar de seus sobrinhos e sobrinhas. Permitiu que o mais velho dos filhos de Longfellow, Charles, pagasse emprestado o seu iate para uma viagem através do Oceano Atlântico em 1866. Levava as meninas para passeios diários em seu carro, observando que elas ficavam "alegres e felizes" quando saíam.
Appleton vendeu sua casa em Cambridge em 1 de março de 1864, por um valor um pouco menor daquele que tinha pago por ela.
Appleton publicou alguns poemas e, em prosa, Nile Journal (1876), Syrian Sunshine (1877), Windfalls (1878), Chequer-Work (1879).
Em abril de 1884, enquanto estava em Nova York, Appleton adquiriu pneumonia. Os Longfellows foram visitá-lo e, se embora estivesse ciente de que iria morrer, Appleton estava alegre. "O interessante de tudo isso", disse ele, "é que vai ser uma experiência nova".
Appleton morreu em 17 de abril de 1884. Seu amigo Oliver Wendell Holmes escreveu um memorial para ele na The Atlantic Monthly: "A cidade parece mais cinza e mais velha desde que ele nos deixou, o vento frio da primavera que vem da baía, está mais forte e mais hostil"." Appleton está sepultado no jazigo da família no Mount Auburn Cemetery em Cambridge, Massachusetts.

## Trabalhos selecionados
- Faded Leaves (1872)
- Fresh Leaves (1874)
- Nile Journal (1876)
- Syrian Sunshine (1877)
- Windfalls (1878)
- Chequer-Work (1879)

## Leituras adicionais
- Who Was Who in America, Historical Volume 1607-1896. Chicago: Quincy Who's Who, 1963.